# Łosice (gmina)

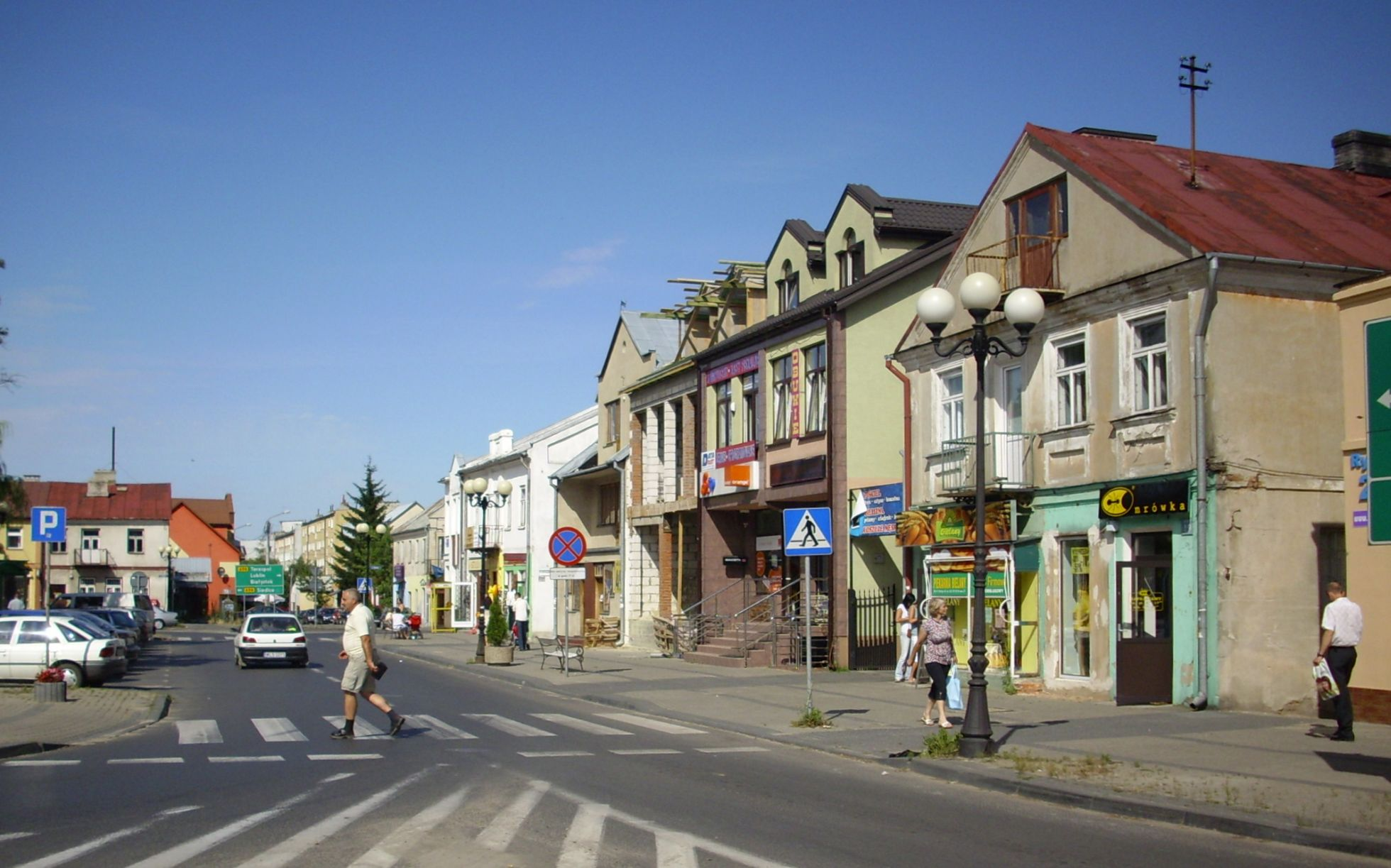
Rynek w Łosicach

Łosice – gmina miejsko-wiejska w województwie mazowieckim, w powiecie łosickim. W latach 1975–1998 gmina położona była w województwie bialskopodlaskim.
Siedziba gminy to Łosice.
Według danych z 30 czerwca 2004 gminę zamieszkiwały 11 263 osoby.
5 października 1973 do gminy Łosice włączono sołectwo Szańków z gminy Olszanka.

## Struktura powierzchni
Według danych z roku 2002 gmina Łosice ma obszar 121,22 km², w tym:
- użytki rolne: 82%
- użytki leśne: 10%

Gmina stanowi 15,71% powierzchni powiatu.

## Demografia

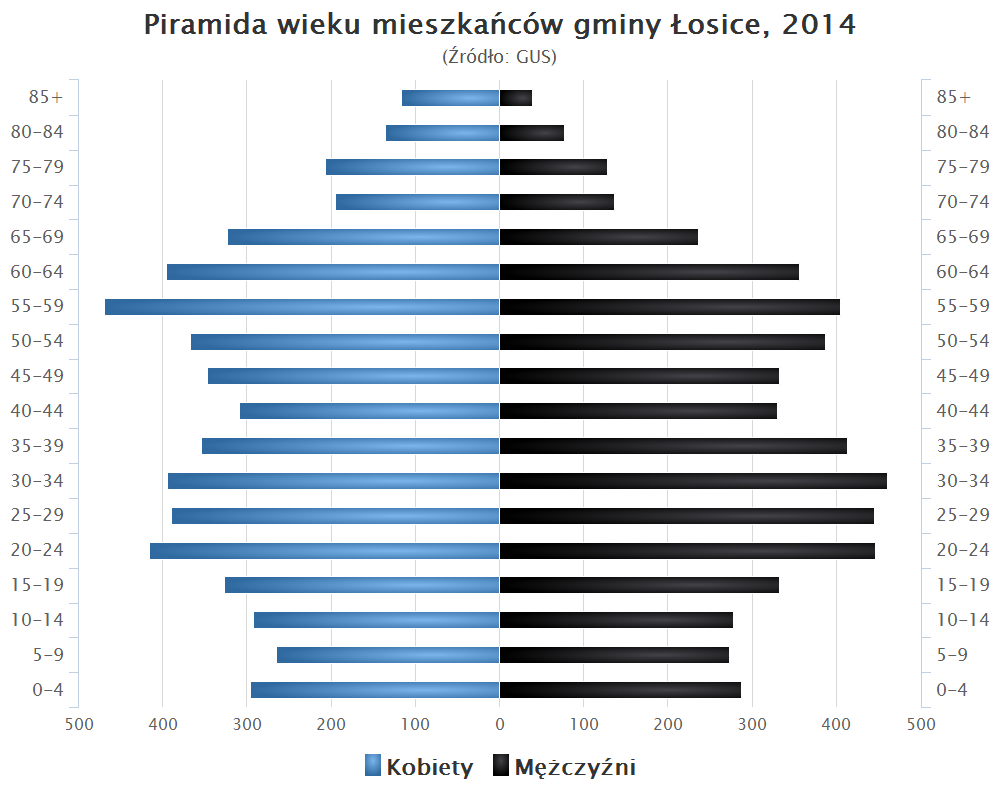
Piramida wieku mieszkańców gminy Łosice w 2014 roku

Dane z 30 czerwca 2004:
| Opis                              | Ogółem | Ogółem | Kobiety | Kobiety | Mężczyźni | Mężczyźni |
| --------------------------------- | ------ | ------ | ------- | ------- | --------- | --------- |
| jednostka                         | osób   | %      | osób    | %       | osób      | %         |
| populacja                         | 11 263 | 100    | 5685    | 50,5    | 5578      | 49,5      |
| gęstość zaludnienia (mieszk./km²) | 92,9   | 92,9   | 46,9    | 46,9    | 46        | 46        |

## Sołectwa
Biernaty Średnie, Chotycze, Chotycze-Kolonia, Czuchleby, Dzięcioły, Jeziory, Łuzki, Meszki, Niemojki, Niemojki Stacja, Nowosielec, Patków, Patków-Prusy, Rudnik, Stare Biernaty, Szańków, Kolonia Szańków, Świniarów, Toporów, Woźniki, Zakrze.

## Sąsiednie gminy
Huszlew, Mordy, Olszanka, Platerów, Przesmyki, Stara Kornica